# Странрар
Странра́р (англ. Stranraer, шотл. гел. An t-Sròn Reamhar) — місто на півдні Шотландії, в області Дамфріс-і-Галловей.
Населення міста становить 10 440 осіб (2006).

## Історія

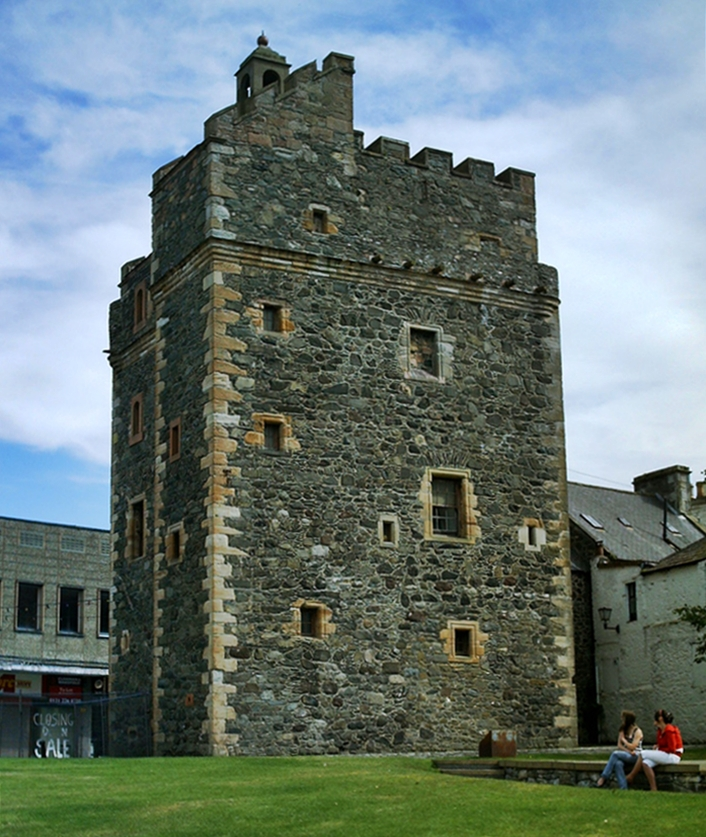
Замок Святого Іоанна

Місто виникло близько п'яти століть тому, сформувавшись із поселень навколо замку Святого Іоанна, спорудженого в 1511 році. До 1600 року це вже було місто з ринком. У той же період через місто була прокладена дорога з Дамфріса в Портпатрік — порт, через який здійснювалася торгівля з Ірландією, — і Странрар став одним з пунктів маршруту, по якому з Ірландії переганяли худобу для продажу в Дамфрісі. У 1700 році в місті була споруджена гавань, але тільки до 1861 року, коли з Дамфріса до Странрара була прокладена залізниця, місто стало головним портом регіону. У цей час Странрар — головний порт на поромній лінії, що з'єднує Шотландію з Белфастом (а раніше з Ларном).